# Orehovica (Bedekovčina)
 Orehovica  falu Horvátországban Krapina-Zagorje megyében. Közigazgatásilag Bedekovčinához tartozik.

## Fekvése
Zágrábtól 34 km-re északra, községközpontjától  7 km-re északnyugatra a Horvát Zagorje területén fekszik.

## Története
A mai plébániatemplomtól északra állt egykor a falu Szent László király tiszteletére szentelt kápolnája. Orehovica katolikus plébániáját 1789-ben alapították, kápolnáját pedig plébániatemplom rangjára emelték. 1853-ban a Brestovecről Zadravec felé menő út feletti kis magaslaton építették fel a mai plébániatemplomot, melyet szintén Szent László tiszteletére szenteltek fel. Közvetlen közelében van a plébánia és valamivel lejjebb a népiskola épülete.
1857-ben 656, 1910-ben 940 lakosa volt. Trianonig Varasd vármegye Zlatari járásához tartozott. A településnek 2001-ben 1659 lakosa volt.

## Nevezetességei
Szent Leopold Mandić tiszteletére szentelt plébániatemploma 1853-ban épült. 1983-óta Szent Leopold Mandić a titulusa, addig Szent László király tiszteletére volt szentelve. A templom egyhajós hosszúkás épület keskeny szentéllyel, melynek bal oldalához csatlakozik a sekrestye. A bejárat felett emelkedik a gúla alakú sisakban végződő harangtorony. A templomot a 19. század második felében alkotó krapinai szobrászművész Jakov Bizjak szobrai díszítik. Legrégibb oltárképe a bal oldali mellékoltár szeplőtelen fogantatás képe a 18. századból. Ignaz Schonbrunner Szent László oltárképe a 19. században, Jelka Struppi Wolkensperg Marguerite Marie Alacoque oltárképe a 20. században készült.

## Külső hivatkozások
- Bedekovčina község hivatalos oldala